# Colorado City (Texas)
Colorado City is een plaats (city) in de Amerikaanse staat Texas, en valt bestuurlijk gezien onder Mitchell County.

## Demografie
Bij de volkstelling in 2000 werd het aantal inwoners vastgesteld op 4281.
In 2006 is het aantal inwoners door het United States Census Bureau geschat op 3957, een daling van 324 (-7,6%).

## Geografie
Volgens het United States Census Bureau beslaat de plaats een oppervlakte van
13,7 km², geheel bestaande uit land. Colorado City ligt op ongeveer 680 m boven zeeniveau.

## Plaatsen in de nabije omgeving
De onderstaande figuur toont nabijgelegen plaatsen in een straal van 36 km rond Colorado City.